# ريجينا فون سيبولد
ريجينا فون سيبولد (بالألمانية: Josepha von Siebold)‏ (و. 1771 – 1849 م) هي قابلة، وطبيبة، وطبيبة التوليد والنساء، وطبيبة توليد ألمانية، توفيت في دارمشتات، عن عمر يناهز 78 عاماً.